# Фехтование на летних Олимпийских играх 1964
Соревнования по фехтованию на летних Олимпийских играх 1964 года проводились среди мужчин и женщин. Мужчины соревновались на шпагах, рапирах и саблях (в личном и командном первенстве), женщины — только на рапирах.

## Общий медальный зачёт
| Место | Страна                          | Золото | Серебро | Бронза | Всего |
| ----- | ------------------------------- | ------ | ------- | ------ | ----- |
| 1     | Венгрия                         | 4      | 0       | 0      | 4     |
| 2     | СССР                            | 3      | 1       | 2      | 6     |
| 3     | Польша                          | 1      | 1       | 1      | 3     |
| 4     | Франция                         | 0      | 2       | 3      | 5     |
| 5     | Италия                          | 0      | 2       | 1      | 3     |
| 6     | Объединённая германская команда | 0      | 1       | 1      | 2     |
| 7     | Великобритания                  | 0      | 1       | 0      | 1     |

## Медалисты

### Мужчины
| Дисциплина                  | Золото                                                                                   | Серебро | Бронза                                                                                      |
| --------------------------- | ---------------------------------------------------------------------------------------- | --- | ------------------------------------------------------------------------------------------- |
| Рапира Личное первенство    | Эгон Франке Польша                                                                       | Жан-Клод Маньян Франция                                                                                               | Даниэль Ревеню Франция                                                                      |
| Шпага Личное первенство     | Григорий Крисс СССР                                                                      | Билл Хоскинс Великобритания                                                                                           | Гурам Костава СССР                                                                          |
| Сабля Личное первенство     | Тибор Пежа Венгрия                                                                       | Клод Арабо Франция | Умяр Мавлиханов СССР                                                                        |
| Рапира Командное первенство | СССР · Марк Мидлер · Герман Свешников · Юрий Сисикин · Виктор Жданович · Юрий Шаров      | Польша · Витольд Войда · Збигнев Скрудлик · Рышард Парульский · Эгон Франке · Януш Ружицкий                           | Франция · Жак Куртийя · Жан-Клод Маньян · Кристиан Ноэль · Даниэль Ревеню · Пьер Родоканаши |
| Шпага Командное первенство  | Венгрия · Арпад Барань · Тамаш Габор · Иштван Каус · Дьёзё Кульчар · Золтан Немере       | Италия · Джованни Баттиста Бреда · Джузеппе Дельфино · Джанфранко Паолуччи · Альберто Пеллегрино · Джанлуиджи Саккаро | Франция · Клод Буркар · Клод Броден · Жак Броден · Ив Дрейфус · Жак Гитте                   |
| Сабля Командное первенство  | СССР · Нугзар Асатиани · Умяр Мавлиханов · Борис Мельников · Марк Ракита · Яков Рыльский | Италия · Джампаоло Каланкини · Владимиро Каларезе · Пьерлуиджи Кикка · Марио Раваньян · Чезаре Сальвадори             | Польша · Эмиль Охира · Ежи Павловский · Рышард Зуб · Анджей Пионтковский · Войцех Заблоцкий |

### Женщины
| Дисциплина                  | Золото                                                                                       | Серебро                                                                                                  | Бронза                                                                                              |
| --------------------------- | -------------------------------------------------------------------------------------------- | --- | --------------------------------------------------------------------------------------------------- |
| Рапира Личное первенство    | Ильдико Уйлаки-Рейтё Венгрия                                                                 | Хельга Меес Объединённая германская команда                                                              | Антонелла Раньо Италия                                                                              |
| Рапира Командное первенство | Венгрия · Паула Мароши · Каталин Юхас · Юдит Агоштон · Лидия Дёмёльки · Ильдико Уйлаки-Рейтё | СССР · Галина Горохова · Валентина Прудскова · Татьяна Самусенко · Валентина Растворова · Людмила Шишова | Объединённая германская команда · Хельга Меес · Роземари Шербергер · Хайди Шмид · Гудрун Тойеркауфф |